# Leon Zamenhof

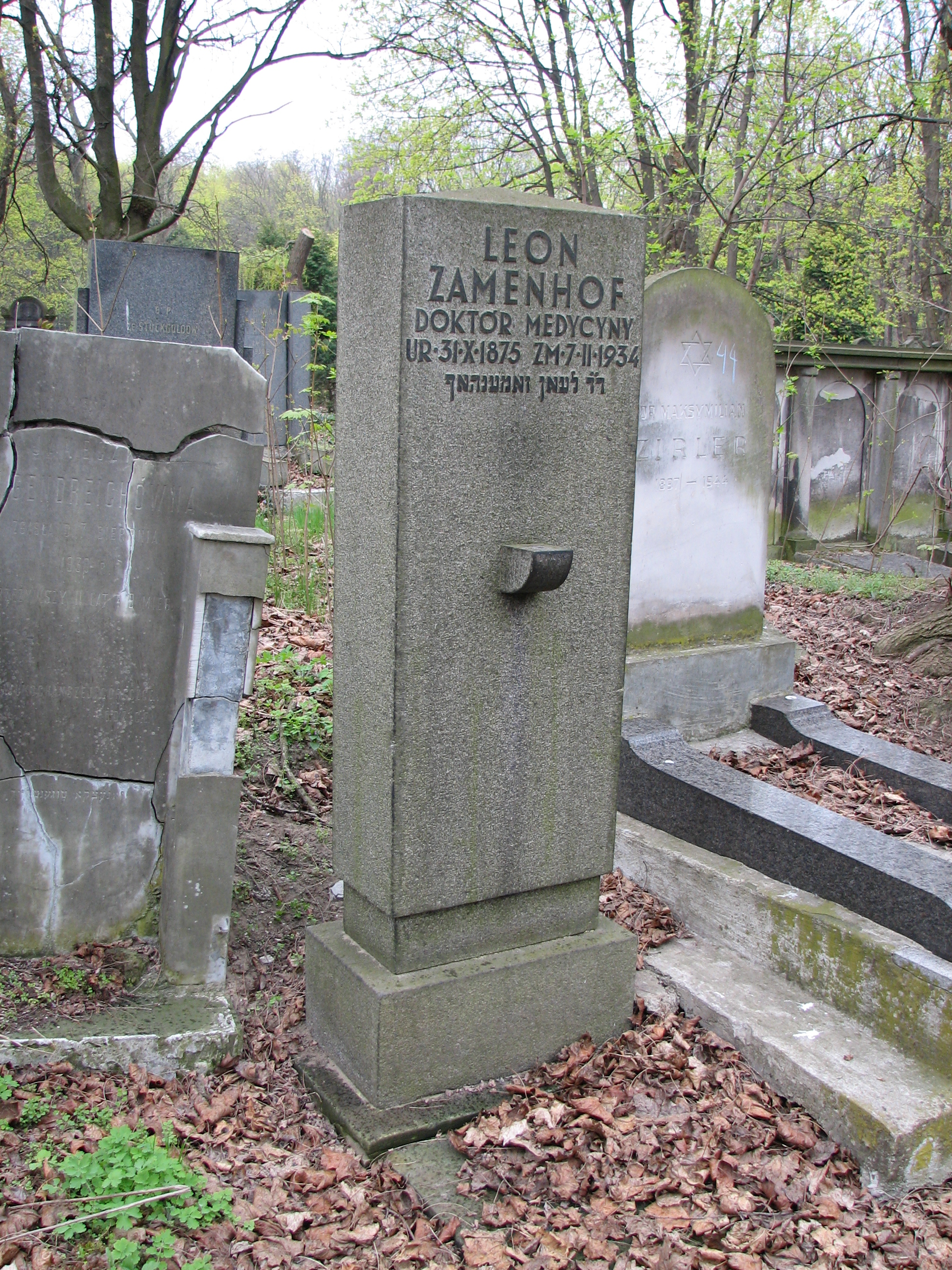
Grób Leona Zamenhofa

Leon Zamenhof, ps. Lozo, Zetel lub Elzet (ur. 31 października 1875 w Warszawie, zm. 7 lutego 1934 tamże) – polski lekarz laryngolog i esperantysta żydowskiego pochodzenia.

## Życiorys
Urodził się w Warszawie w rodzinie żydowskiej, jako syn Marka i Rozalii z domu Sofer. Miał dziesięcioro rodzeństwa: Ludwika, twórcę esperanto, Fejglę, Gitlę, Sorę Dworę, Feliksa, Hersza, Henryka, Minę, Aleksandra i Idę. Był autorem wielu publikacji medycznych, w tym „Historii medycyny”. Esperantysta od 1898 roku, był pierwszym redaktorem naczelnym miesięcznika Pola Esperantisto, wiceprezesem Pola Esperanto-Societo, korespondentem Akademii Esperanckiej, wreszcie autorem oryginalnych dzieł esperanckich i tłumaczem polskiej poezji na język esperanto, m.in. tragedii Aspazja Świętochowskiego i Protesilas i Laodamia Wyspiańskiego.
Jako laryngolog działał na rzecz integracji niesłyszących ze społeczeństwem.
Leon Zamenhof jest pochowany na cmentarzu żydowskim przy ulicy Okopowej w Warszawie (kwatera 8).